# Psilosticha mactaria
Psilosticha mactaria là một loài bướm đêm trong họ Geometridae.